# Schoolopziener
Schoolopziener was een functie in het onderwijs in het begin van de 19e eeuw, met als doel de stand van het onderwijs op een redelijk en aanvaardbaar niveau te brengen.
Aan het begin van de 19e eeuw ontstond bij de overheid de wens het onderwijs te verbeteren en te vernieuwen. Een toezicht op het schoolgebeuren kon hierin een taak vervullen. Nadat in 1801 een schoolwet was aangenomen, werden zogenaamde schoolopzieners aangesteld. Er werd door dezen niet alleen gekeken of de wettelijke bepalingen werden nageleefd, maar ook of er voldoende steun werd gegeven bij de uitvoering daarvan.
De schoolopziener bezocht elke school in zijn gebied in principe tweemaal per jaar; hij ondersteunde, onderwees, begeleidde, corrigeerde en examineerde de schoolmeesters.